# Maileus fuscus
Maileus fuscus är en spindelart som beskrevs av George William Peckham och Elizabeth Maria Gifford Peckham 1907. Maileus fuscus ingår i släktet Maileus och familjen hoppspindlar. Inga underarter finns listade i Catalogue of Life.